# FK Tomori Berat
FK Tomori Berat é uma equipe albanesa de futebol com sede em Berat. Disputa a primeira divisão da Albânia (Superliga Albanesa).
Seus jogos são mandados no Tomori Stadium, que possui capacidade para 14.450 espectadores.

## História
O FK Tomori Berat foi fundado em 25 de Novembro de 1923.